# Vulcano (film)
Pour les articles homonymes, voir Vulcano (homonymie).
Ne doit pas être confondu avec Volcano.
Pour plus de détails, voir Fiche technique et Distribution.
Vulcano est un film italien réalisé par William Dieterle, sorti en 1950.

## Synopsis
Ancienne prostituée, Magdalenna Natoli revient de force sur son île natale Vulcano après 18 ans d'absence car elle est assignée à résidence par la police, mais elle est mal accueillie par les habitants en raison de sa mauvaise réputation. Maria, sa petite sœur est la seule à être contente du retour de Magdalenna. Un jour, Donato, un scaphandrier arrivé sur l'île, veut séduire Maria mais Magdalenna tente de l'en empêcher car elle découvre qu'il recrute des jeunes filles pour les maisons closes de Naples. Magdalenna refuse que sa sœur, amoureuse de Donato, ne devienne comme elle...

## Fiche technique
- Titre original et français : Vulcano
- Réalisation : William Dieterle
- Scénario : Vitaliano Brancati, Mario Chiari, Victor Stoloff et Piero Tellini
- Montage : Giancarlo Cappelli
- Musique : Enzo Masetti
- Photographie : Arturo Gallea
- Production : Francesco Alliata
- Société de production : Panaria Film et Artisti Associati
- Société de distribution : Artisti Associati
- Format : Noir et Blanc
- Genre : drame
- Durée : 106 minutes
- Date de sortie :
  -  Italie : 1950

## Distribution
- Anna Magnani : Magdalenna Natoli
- Rossano Brazzi : Donato
- Geraldine Brooks : Maria
- Eduardo Ciannelli : Giulio
- Enzo Staiola : Nino